# Erythronychia aliena
Erythronychia aliena là một loài ruồi trong họ Tachinidae.